# Nathan Messias
Nathan Messias, auch Nathan Messiah, ist eine in das Jerusalem der Gegenwart übertragene Neufassung des Lessing-Dramas Nathan der Weise von Günter Senkel und Feridun Zaimoglu.
Die Uraufführung fand am 17. Februar 2006  unter der Regie von Anna Badora am Düsseldorfer Schauspielhaus statt. Die Aufführungsrechte liegen beim Rowohlt Theaterverlag in Reinbek bei Hamburg. 
2009 folgte eine Berliner Inszenierung durch Neco Çelik.

## Inhalt
Jerusalem. Hier finden sich religiöse Fanatiker verschiedener Art, wie sie aus zeitaktuellen Zusammenhängen bekannt sind. Sie bilden Parallelgesellschaften und haben untereinander keine Sprache. Toleranz wird als Schwäche verpönt. Da erscheint Nathan Messiah, von dem die Menschen sagen, er sei der Erlöser, der in den heiligen Schriften verkündet wurde. Viele schließen sich ihm an, seine Anhängerschaft vergrößert sich fieberhaft. Doch Zweifel daran, dass er wirklich ein Gottgesandter sei, bleiben.

## Einordnung
Zur Eröffnung ihrer letzten Spielzeit 05/06 am Düsseldorfer Schauspielhaus hatte die Intendantin Anna Badora die Ursprungsfassung des Nathans auf den Spielplan gesetzt. Noch in derselben Spielzeit inszenierte sie auch die Neufassung von Zaimoglu/Senkel.
Von Zaimoglu wird berichtet, er habe das Drama von Lessing, das er, wie bei seinen Theaterstücken häufig der Fall, als Auftragsarbeit zu bearbeiten hatte, stets für ein „Ammenmärchen“ gehalten. Die Verlegung der Handlung nach Jerusalem habe dann eine zeitaktuelle Reflexion möglich gemacht, an der der Schriftsteller mit „zunehmenden Enthusiasmus“ gearbeitet habe.
Dass „sich gleichsam Lessing und Al Qaida begegnen“ meinte Gerhard Stadelmaier 2006 in der Frankfurter Allgemeinen Zeitung zu dem Stück.
Für die Aufführung des Stücks in Berlin (Ballhaus Naunynstraße) 2009 unter der Regie von Neco Celik vergab der Hauptstadtkulturfonds im Juli 2008 70.000 Euro Fördergelder, womit die als interkulturelles Theaterprojekt angelegte Inszenierung das am stärksten geförderte Stück des Sprechtheaters in dem betreffenden Jahr war.

## Einzelbelege
1. ↑  www.nmz.de (Memento des Originals vom 25. November 2006 im Internet Archive)  Info: Der Archivlink wurde automatisch eingesetzt und noch nicht geprüft. Bitte prüfe Original- und Archivlink gemäß Anleitung und entferne dann diesen Hinweis.
2. 1 2  Gerhard Stadelmaier: Der Messias trägt Rot. In: FAZ.net. 10. August 2005, abgerufen am 16. Dezember 2014.
3. ↑  www.rp-online.de
4. ↑  www.theaterkanal.de (Seite nicht mehr abrufbar, festgestellt im Mai 2019. Suche in Webarchiven)  Info: Der Link wurde automatisch als defekt markiert. Bitte prüfe den Link gemäß Anleitung und entferne dann diesen Hinweis.

## Weblink
- Ausführliche Synopsis